# Horní Blatná

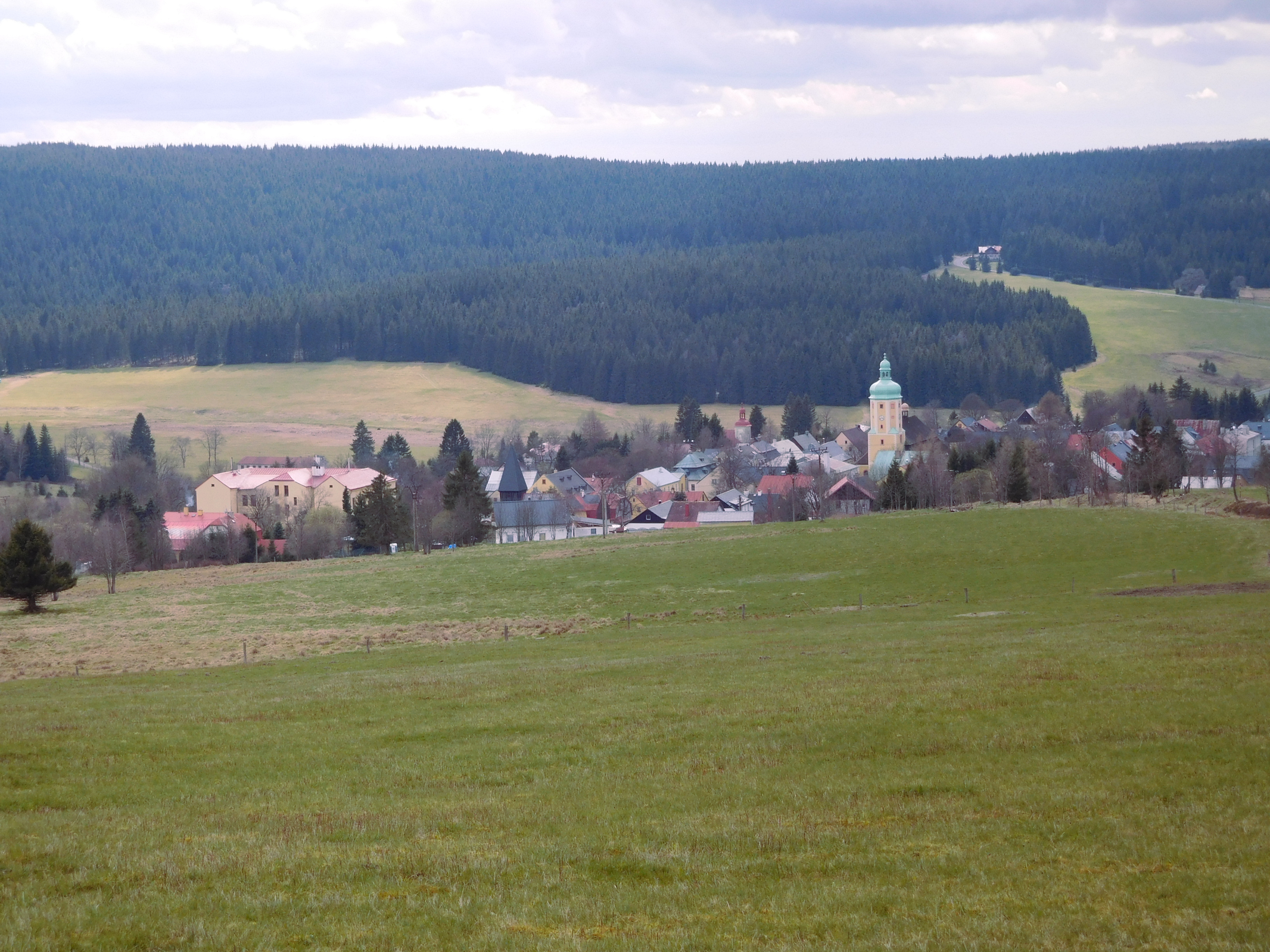
Vista geral do nordeste

Horní Blatná é uma cidade checa localizada na região de Karlovy Vary, distrito de Karlovy Vary‎.